# Louerre
Louerre é uma ex-comuna francesa na região administrativa da Pays de la Loire, no departamento de Maine-et-Loire. Estendeu-se por uma área de 14,44 km². Em 2010 a comuna tinha 438 habitantes (densidade: 30,3 hab./km²).
Em 1 de janeiro de 2016 foi fundida com as comunas de Ambillou-Château e Noyant- la-Plaine para a criação da nova comuna de Tuffalun.